# تغديف

التَغدِيف فيما يتعلق بالمراكب هو فعل دفع قارب يدوياً باستخدام مغداف. يستخدم المغداف، الذي يتكون من نصل أو نصلين متصلين بعمود، أيضاً لتوجيه القارب. المغداف غير متصل بالقارب (على عكس التجديف حيث يكون المجداف متصلاً بالقارب).